# Wernau (Neckar)
Wernau (Neckar) est une ville de Bade-Wurtemberg (Allemagne), située dans l'arrondissement d'Esslingen, dans la région de Stuttgart, dans le district de Stuttgart.

## Jumelages
La ville de Wernau est jumelée avec :
- Bonyhád (Hongrie) depuis 1989